# Fontin
Fontin est un village belge de la commune d'Esneux situé dans la province de Liège en Région wallonne.

## Situation
Le village se situe sur un plateau dominant la vallée de l'Ourthe qui coule à l'ouest et la vallée de la Haze qui coule au sud. Il se trouve au sud-est du village d'Esneux.
Entre Esneux et Fontin, au sommet du versant boisé et abrupt de l'Ourthe, se trouve le quartier de Hamay appelé aussi So Hamé bâti principalement de constructions en série par une société de logements sociaux.

## Description
Ce petit village condrusien s'articule autour de la place de l'Église, petite place herbeuse et triangulaire où les cinq principales rues de la localité aboutissent. Certaines habitations y sont souvent bâties en moellons de grès et de calcaire et datent des XVIIe et XVIIIe siècles. Les bâtiments plus récents comme l'église de l'Immaculée Conception ont généralement été construites en briques.

## Histoire
C'est près de la Rue des trois mêlées à Fontin qu'eut lieu le 18 septembre 1794 la bataille de Sprimont entre les troupes impériales autrichiennes et les républicains français,.

## Église de l'Immaculée Conception
L'église de Fontin a été construite en 1855 à l'emplacement d'une ancienne chapelle qui était déjà citée en 1497. Cette ancienne chapelle était sous la direction du châtelain d'Avionpuits qui choisissait le chapelain jusqu'en 1775, date à laquelle la chapelle commença à dépendre du curé d'Esneux. Ce n'est qu'en 1842 que la paroisse de Fontin a été créée.

## Activités et loisirs
La fête du village se déroule le deuxième week-end de septembre.
On trouve à Fontin des gîtes ruraux ainsi qu'un restaurant.
Le F.C. Fontinois est le club de football du village. De 2021 à 2023, le club de la Renaissance Club Fontin s'y produit en 4ème provinciale. 